# 四甲基脲
四甲基脲是一种有机化合物，化学式 (Me2N)2CO。它是一种脲类化合物。这种无色液体可用作极性非质子溶剂。

## 制备
四甲基脲的制备方法及性质已被描述。
二甲胺和光气在50% 氢氧化钠溶液存在下反应可以得到可用1,2-二氯乙烷提取的四甲基脲，产率95%。
碳酸二苯酯和二甲胺在高压釜中反应可以有效产生四甲基脲。
二甲胺基甲酰氯和无水碳酸钠反应也可以生成四甲基脲，产率96.5%。
四甲基脲也可以通过二甲胺基甲酰氯和大量的二甲胺反应而成。虽然产物受污染且很臭，但其中的四甲基脲可以通过氧化钙和分馏提纯。
四甲基脲也可以通过四(二甲氨基)乙烯（TDAE）的氧化而成。四(二甲胺基)乙烯是一种富电子的烯烃和强还原剂，可以由三(二甲氨基)甲烷的热分解或是三氟氯乙烯和二甲胺反应而成。
四(二甲氨基)乙烯（TDAE）会和氧气产生(2+2) 环加成反应，形成1,2-二氧四环化合物，而这种化合物会分解成激发态的四甲基脲。激发态的四甲基脲回到基态时会放出波长515 nm的绿光。

## 性质
四甲基脲是一种清澈无色液体，有温和的芳香气味，混溶于水和许多有机溶剂。虽然四甲基脲是一种脲类化合物，但它有不寻常高（> 170 °C）的液态范围。

## 应用
四甲基脲和很多有机化合物都可以混溶，包括像是乙酸的酸和像是吡啶的碱，也是如己内酰胺或苯甲酸的有机化合物的优良溶剂，甚至可以溶解一些无机化合物，如硝酸银或碘化钠。由于其独特的溶剂特性，四甲基脲通常用作致癌物六甲基磷酰胺（HMPT）的替代品。
4-氨基苯甲酰氯盐酸盐在四甲基脲中聚合会产生聚(对苯甲酰胺)（PPB）的各向同性粘性溶液，可直接纺织成纤维。
在四甲基脲和氯化锂的混合物中，可以获得高达14% PPB聚合物的稳定各向同性溶液。
在较高的温度下，四甲基脲还可以溶解纤维素酯并溶胀其他聚合物，例如聚碳酸酯、聚氯乙烯或脂肪族聚酰胺。
受阻的胍类非亲核碱可以通过简单的方式从四甲基脲制备。

## 危害
四甲基脲的急性毒性中等。然而，它对几种动物具有胚胎毒性和致畸性。